# Косогор (Кезький район)
Косого́р (рос. Косогор) — присілок в Кезькому районі Удмуртії, Росія.
Населення — 1 особа (2010; 3 в 2002).
Національний склад станом на 2002 рік:
- росіяни — 100 %